# Tetrabrachium
Tetrabrachium — рід грибів. Назва вперше опублікована 1987 року.

## Класифікація
До роду Tetrabrachium відносять 1 вид:
- Tetrabrachium elegans